# 1 gulden Beatrix

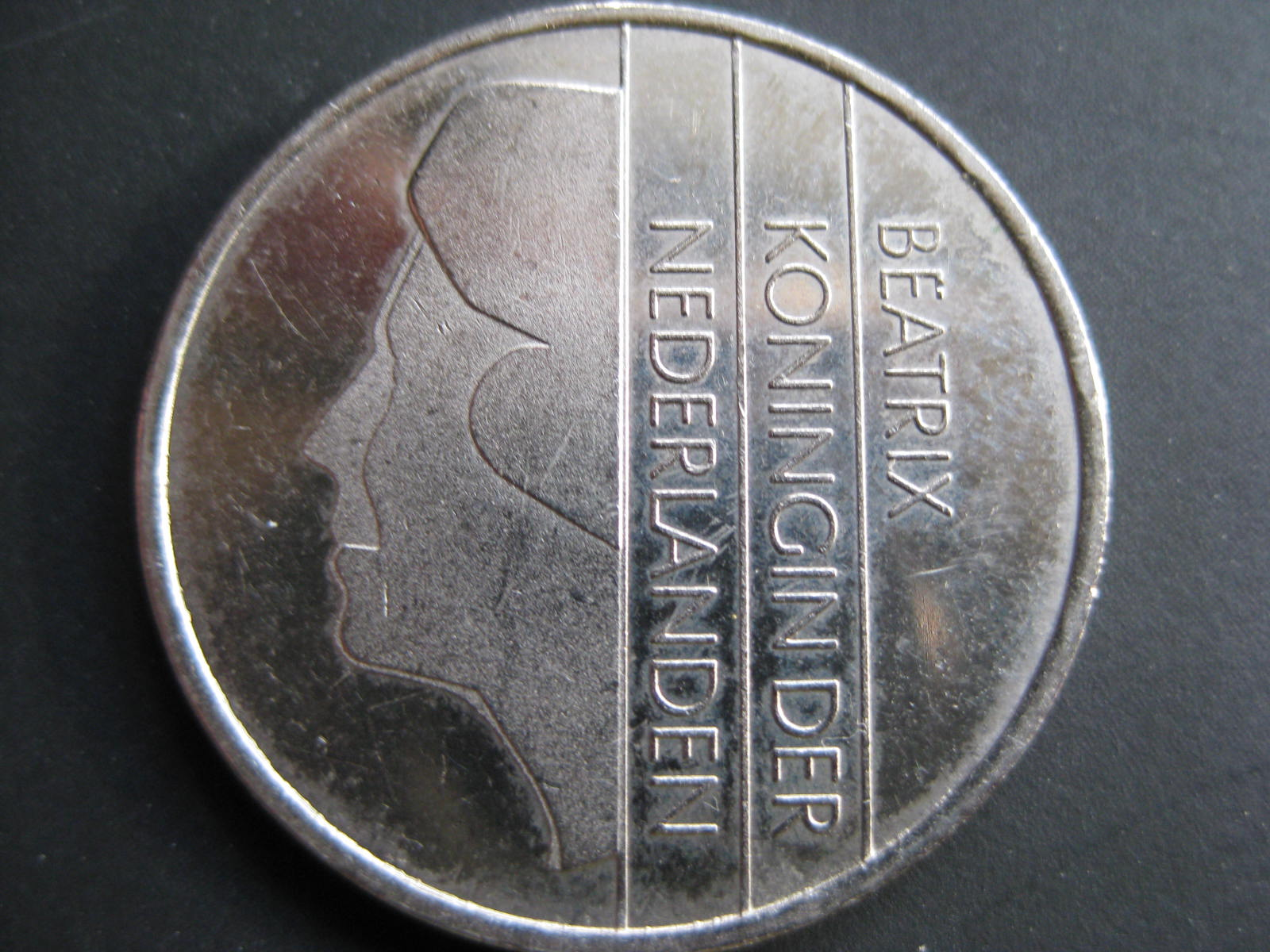
Gulden uit 2000

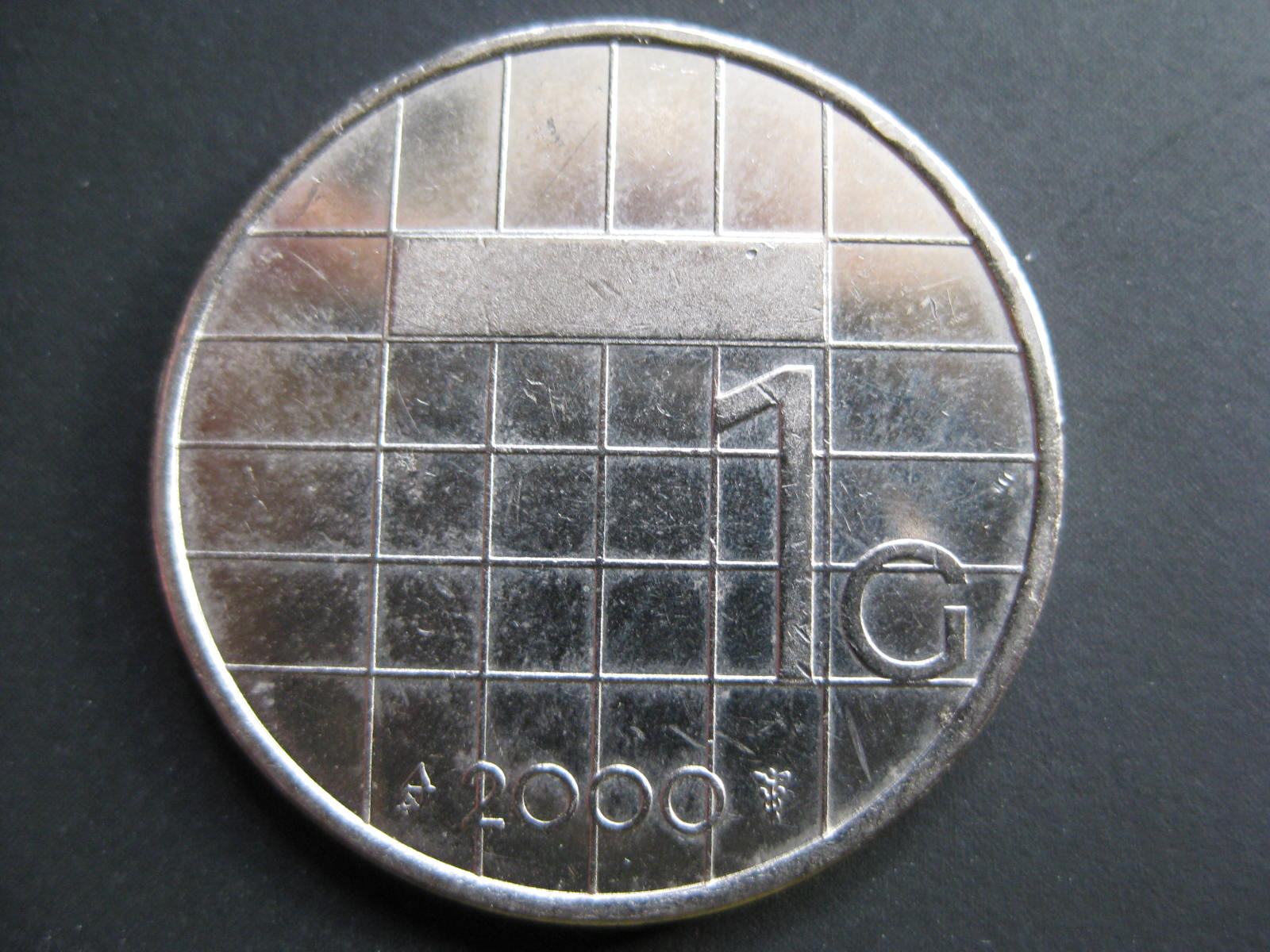
Keerzijde met muntmeesterteken pijl-en-boog met ster

De 1 gulden van Beatrix was van 1982 tot 28 januari 2002 in omloop en werd daarna vervangen door de euro. De munt was nog tot 1 januari 2007 in te leveren bij De Nederlandsche Bank. De waarde is 45 eurocent. De massa is 6 gram. De munt heeft een diameter van 25 mm en bestaat voor 100% uit nikkel. Sieraadontwerper Bruno Ninaber van Eyben heeft de munt ontworpen met typografie van Gerard Unger. Op de rand staat: GOD ZIJ MET ONS. De 1 guldenmunt werd van 1982 tot en met 2001 ieder jaar geslagen.
De allerlaatste gulden is ontworpen door Tim van Melis (n.a.v. een ontwerpwedstrijd voor scholieren), Michael Raedecker en Geerten Verheus. Van Melis heeft de muntzijde ontworpen, hierop stond niet het gebruikelijke rasterpatroon maar een getekende leeuw welke de Nederlandse vlag vasthoudt. Aan weerszijden van de leeuw staat de waarde aanduiding, links de 1 en rechts de G. Onder de gespreide poten van de leeuw staat het jaartal 2001. 
Op de kopzijde staat een gestileerd portret van Beatrix, kijkend naar links, met daaromheen in drie kleiner wordende cirkels de woorden: BEATRIX KONINGIN DER NEDERLANDEN.